# Udea simplicella
Udea simplicella is een vlinder uit de familie van de grasmotten (Crambidae), uit de onderfamilie van de Spilomelinae. De wetenschappelijke naam van deze soort is voor het eerst voorgesteld als Eudorea simplicella door Jean Jacques Charles de La Harpe in een publicatie uit 1861.
De soort komt voor in Spanje, Italië (vasteland en Sicilië), Marokko en Tunesië.